# Cynanchum viminale
Cynanchum viminale är en oleanderväxtart. Cynanchum viminale ingår i släktet Cynanchum och familjen oleanderväxter.

## Underarter
Arten delas in i följande underarter:
- C. v. brunonianum
- C. v. crassicaule
- C. v. mulanjense
- C. v. odontolepis
- C. v. orangeanum
- C. v. stipitaceum
- C. v. suberosum
- C. v. thunbergii
- C. v. viminale